# Ouija (pel·lícula de 2003)
Ouija és una pel·lícula catalana de terror i suspens estrenada el 2003. Representa l'opera prima de Juan Pedro Ortega. Està basada en el guió original de Jordi Orriols El setè divendres.

## Argument
Ambientada a Espanya en el període contemporani, la pel·lícula segueix un grup d'amics decideix jugar a la ouija i van superant els desafius que els posa l'esperit que han invocat, que s'endureixen progressivament fins al punt de provocar accidents.

## Repartiment
- Ricard Sales com a Víctor
- Montse Mostaza com a Clara
- Carlos Olivella com a Nacho
- Núria Font com a Bea
- Jaume García Arija com a Santi
- Juan Inciarte com a Pare Tomás
- Victoria Lepori com a Mare de Bea
- Gemma Prats com a Mare de Santi
- Óscar García com a Metge
- José Antonio Duque com a Audscias

## Producció
Va ser produïda per Eleven Dreams i Ibarretxe & Co. És el primer llargmetratge d'Eleven Dreams. El guió va anar a càrrec de Carmen Abarca. Es va rodar durant 6 setmanes entre el març i el juny del 2003 en diverses localitzacions del nord d'Espanya, sobretot en espais naturals pel baix pressupost de què disposaven. A l'hora de triar els figurants, es va apostar per cares noves, això és, joves promeses per descobrir. Pel que fa a la banda sonora, la van compondre Xavier Capellas i Arnau Bataller. S'hi inclou música dels artistes Natalia Lafourcade, Lethargy, Terroristars i Elefante.

## Estrena
Va ser estrenada el 5 de desembre del 2003 al Festival de Cinema Fantàstic de Sitges, on ser ben rebuda pels espectadors. No va arribar per al públic general fins al 15 d'octubre del 2004.

## Recepció
Va tenir una repercussió comercial immediata: el primer cap de setmana que es podia veure a les sales de cinema, va figurar entre els deu films més taquillers d'Espanya i va recaptar més de 250.000 € en tres dies.